# 埃勒河畔圣克莱尔
埃勒河畔圣克莱尔（法語：Saint-Clair-sur-l'Elle，法語發音：[sɛ̃ klɛʁ syʁ lɛl]）是法国芒什省的一个市镇，属于圣洛区。

## 地理
埃勒河畔圣克莱尔（49°11'32"N, 1°1'46"W）面积7.99 平方千米，位于法国诺曼底大区芒什省，该省份为法国西北部沿海省份，西、北、东北三面环大西洋，东起顺时针与卡爾瓦多斯省、奧恩省、马耶讷省和伊勒-维莱讷省接壤。
与埃勒河畔圣克莱尔接壤的市镇（或旧市镇、城区）包括：埃勒河畔圣玛格丽特、库万、拉莫夫、埃勒河畔蒙、圣让德萨维尼、维利耶福萨尔。

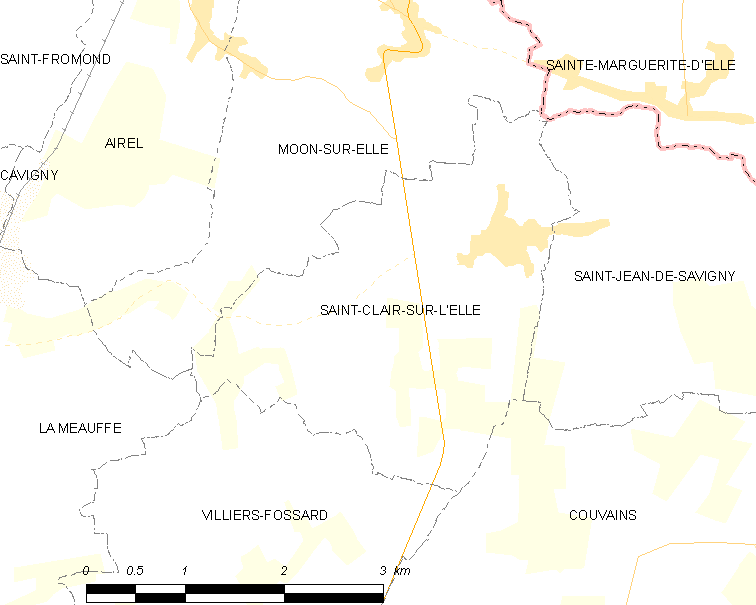
埃勒河畔圣克莱尔的OSM定位图

埃勒河畔圣克莱尔的时区为UTC+01:00、UTC+02:00（夏令时）。

## 行政
埃勒河畔圣克莱尔的邮政编码为50680，INSEE市镇编码为50455。

## 政治
埃勒河畔圣克莱尔所属的省级选区为蓬埃贝尔县。

## 人口

1962-2008年间埃勒河畔圣克莱尔人口变化图示

埃勒河畔圣克莱尔于2022年1月1日时的人口数量为973人。